# دومنیگوس
دومنیگوس (انگلیسی: Domingos Paciência؛ زادهٔ ۲ ژانویهٔ ۱۹۶۹) بازیکن فوتبال اهل پرتغال است.
از باشگاه‌هایی که در آن بازی کرده‌است می‌توان به باشگاه فوتبال پورتو و باشگاه فوتبال تنریف اشاره کرد.
وی همچنین در تیم‌های ملی فوتبال زیر ۲۱ سال پرتغال، و پرتغال بازی کرده‌است.